# Gedenktag für die Opfer von Flucht und Vertreibung
Der Gedenktag für die Opfer von Flucht und Vertreibung ist ein in Deutschland seit dem Jahre 2015 jährlich am 20. Juni zeitgleich mit dem Weltflüchtlingstag stattfindender Gedenktag. An dem Tag wird der „weltweiten Opfer von Flucht und Vertreibung und insbesondere der deutschen Vertriebenen gedacht“.

## Geschichte
Der Gedenktag wurde durch Beschluss der Bundesregierung vom 27. August 2014 eingeführt. Am 10. Februar 2011 hatte sich die CDU/CSU/FDP-Koalition „nach einer teilweise emotional geführten Debatte“ im Bundestag noch für den 5. August als Gedenktag ausgesprochen, weil an diesem Datum 1950 die Charta der deutschen Heimatvertriebenen unterzeichnet worden war. Die Einführung des Gedenktages wurde vom stellvertretenden Vorsitzenden der Linksfraktion im Bundestag Jan Korte kritisiert, weil damit der Holocaust-Gedenktag am 27. Januar entwertet und die deutsche Schuld und Verantwortung für den einmaligen nationalsozialistischen Vernichtungskrieg durch die Betonung der deutschen Opfer relativiert werde. Bereits seit 2014 wird jeweils am zweiten Sonntag im September der Hessische und der Bayerische Gedenktag für die Opfer von Flucht, Vertreibung und Deportation sowie der Sächsische Gedenktag für die Opfer von Flucht, Vertreibung und Zwangsumsiedlung begangen.